# Thomas Coutrot
Thomas Coutrof (1956) é um economista e estadista francês.
Atua no Ministério de do Trabalho e Emprego na França e seu foco esta voltado ao emprego e as desigualdades sociais.
Participou da Fundação Copérnico e Attac, da qual é um membro do conselho científico.

## França
Para o economista, a mudança do sistema de aposentadorias especiais  na França, é motivada mais por razões políticas do que econômicas."O governo quer enfraquecer os sindicatos das estatais. Historicamente eles sempre foram o ponto forte de resistência às reformas neoliberais".

## Brasil
Thomas Coutrot, diz que a política econômica não está voltada para a "geração de emprego e renda no Brasil", e defende uma mudança radical de rumo.
Alfredo Saad Filho, economista brasileiro, e Coutrot acham que o Brasil deveria adotar o "controle de capitais, para evitar a instabilidade financeira".